# Synodus doaki
Espèce
Statut de conservation UICN

 LC  : Préoccupation mineure
 2 mars 2015 
Synodus doaki est une espèce de poissons de la famille des Synodontidae.

## Systématique
L'espèce Synodus doaki a été décrite pour la première fois en 1979 par Barry C. Russell (d) et Roger Frank Cressey (d) (1930-2001),.

## Distribution
Cette espèce se croise dans la zone intertropicale, dans les océans Indien et Pacifique, plus particulièrement le long des côtes à une profondeur variant généralement de 9 à 50 m bien qu'elle puisse être retrouvée jusqu'à 260 m de fond.

## Description
Synodus doaki est un poisson pourvu de dents au corps longiligne pouvant atteindre 28 cm, et dont l'holotype mesure 159 mm.

## Étymologie
Son épithète spécifique, doaki, lui a été donnée en l'honneur de Wade Doak (d) (1940-2019), photographe, cinéaste, et protecteur de l'environnement néozélandais.

## Publication originale
- Biological Society of Washington, Smithsonian Institution, Proceedings of the Biological Society of Washington (revue scientifique), Biological Society of Washington, Washington.